# Warren Spector
Warren Spector (Miami, 2 de outubro de 1955) é um designer de jogos eletrônicos, conhecido pelas séries de jogos eletrônicos como System Shock, Deus Ex e Epic Mickey.